# مارنگو (اسب)
مارنگو (انگلیسی: Marengo)، نام اسب افسانه‌ای ناپلئون بناپارت است که بعد نبرد مارنگو به این نام مشهور شد که از نژاد اسب‌های عرب بود که پس از لشکرکشی فرانسه به مصر و سوریه به فرانسه آورده شد.

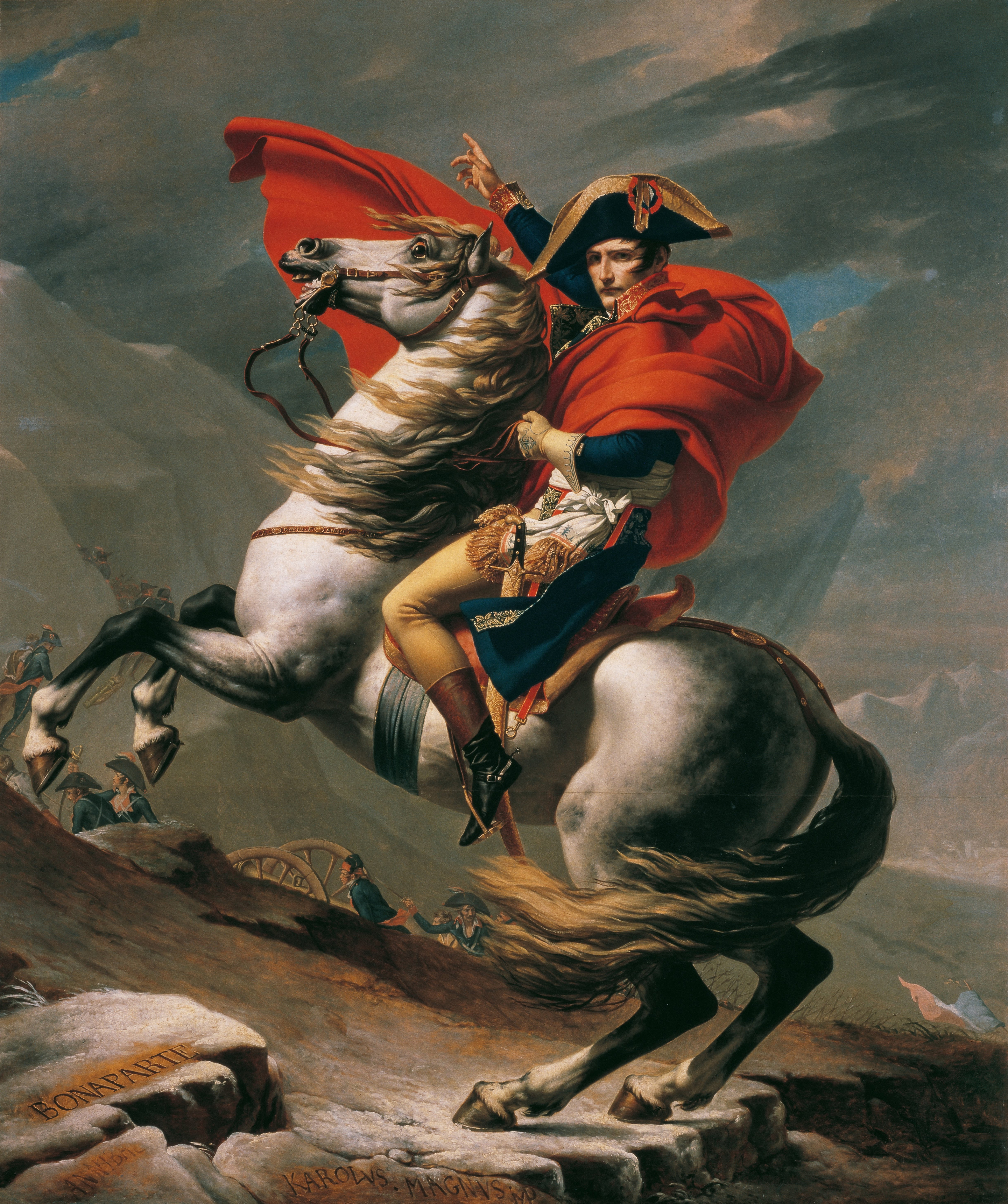
ناپلئون سوار بر مارنگو